# Fruva fasciatella
Fruva fasciatella är en fjärilsart som beskrevs av Augustus Radcliffe Grote 1875. Fruva fasciatella ingår i släktet Fruva och familjen nattflyn. Inga underarter finns listade i Catalogue of Life.